# TLDR News
TLDR News is een Brits nieuwsplatform dat in 2017 werd opgericht door Jack Kelly en voornamelijk op YouTube wordt gehost. De meeste videoreportages richten zich op (geo)politieke kwesties in het Verenigd Koninkrijk en daarbuiten. De afkorting in hun naam staat voor too long, didn't read (te lang; niet gelezen).
TLDR News is eigendom van Three26 Ltd, waarvan Jack Kelly de CEO en enige eigenaar is. 

## Geschiedenis
TLDR News werd in april 2017 opgericht door computerwetenschapper Jack Kelly (1996), met als doel het nieuws aantrekkelijk te maken voor een jong publiek. Kelly schrijft het vroege succes van het kanaal deels toe aan de start tijdens de Brexit-onderhandelingen, waardoor het kanaal veel aandacht kreeg, en aan het gebrek aan concurrentie van traditionele media op YouTube. Kelly raakte gemotiveerd om het kanaal op te zetten tijdens zijn studie marketing aan de universiteit. Hij zag meerdere Amerikaanse nieuwsmedia infographics publiceren die gericht waren op jongeren op sociale media en merkte op dat er in het Verenigd Koninkrijk geen vergelijkbare media bestonden.
Het netwerk is gevestigd in Londen. Vanaf augustus 2025 heeft het een staf van twaalf fulltime werknemers: Kelly onthulde tijdens een digitale top in 2023, gehouden door de Financial Times, dat alle werknemers tussen de 20 en 28 jaar oud zijn en dat het belangrijk voor hem is om jong personeel te hebben. Hun inkomen komt grotendeels uit een mix van inkomsten uit YouTube-advertenties en sponsorschappen opgezet door hun netwerk Nebula, evenals hun fysieke tijdschrift Too Long. Ze hebben meerdere kanalen en publiceren wekelijks video's via deze kanalen.  TLDR News heeft een jaarlijkse omzet van ongeveer £ 1 miljoen en richt zich op een publiek onder de 35.
Uit een onderzoek van Reuters uit 2024 bleek dat hun kanalen populair zijn bij jonge consumenten, net als andere op YouTube gebaseerde nieuwsorganisaties in andere landen, zoals Under the Desk News. Datzelfde jaar verscheen Kelly in een podcast van Press Gazette, waarin hij uitlegde hoe hij inkomsten genereert en de redactie van TLDR News financiert. 

## Inhoud
TLDR News onderzoekt persberichten, officiële documenten, transcripties en andere verslagen en rapporten bij het vinden van onderwerpen om te bespreken en te produceren als video. Hun video's zijn meestal ongeveer tien minuten lang en worden verspreid via hun TLDR UK-, Global- en EU- kanalen over verschillende politieke onderwerpen in respectievelijk het Verenigd Koninkrijk, de wereld in het algemeen en de Europese Unie. Voorbeelden zijn How a US-Saudi Defence Pact Could End the War in Gaza, dat 190.000 keer is bekeken en bijna duizend reacties heeft gekregen, en The UK Election Results Explained, dat binnen 48 uur na de Britse algemene verkiezingen van 2024 1,1 miljoen keer is bekeken.
Naast hun korte video's produceren ze ook meerdere langere podcasts die worden gepubliceerd op hun TLDR Podcasts- kanaal en een fysiek tijdschrift genaamd Too Long.  Volgens Jack Kelly publiceert zijn team ongeveer twintig video's per week, elk gefilmd in twee dagen. Kelly heeft ook verklaard dat het netwerk niet wordt gecontroleerd door regelgevende instanties zoals OfCom en dat ze daardoor fouten maken in hun inhoud, mogelijk vaker dan reguliere nieuwsorganisaties. Meerdere video's van het kanaal zijn geanalyseerd door buitenlandse nieuwsorganisaties. 